# Filicudi

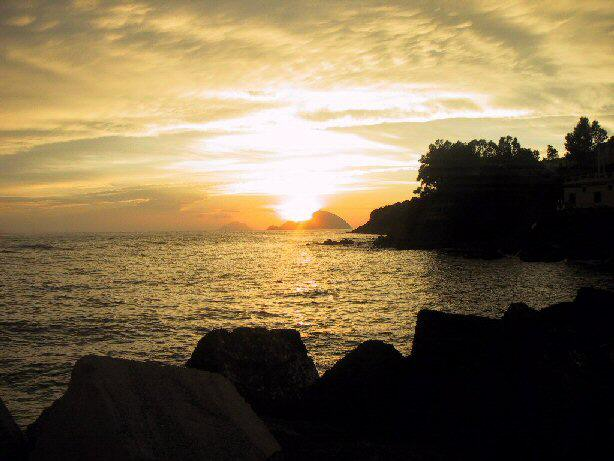
Cảnh Alicudi và Filicudi

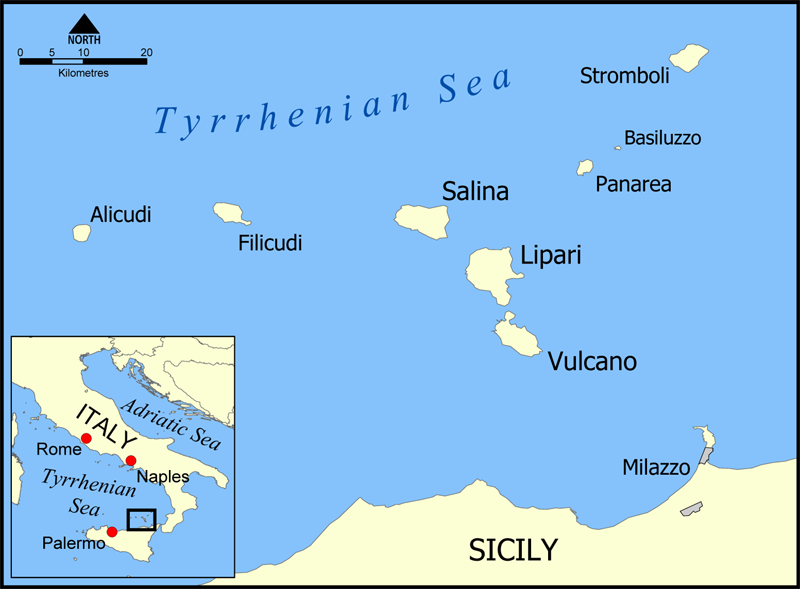
Quần đảo Eolie.

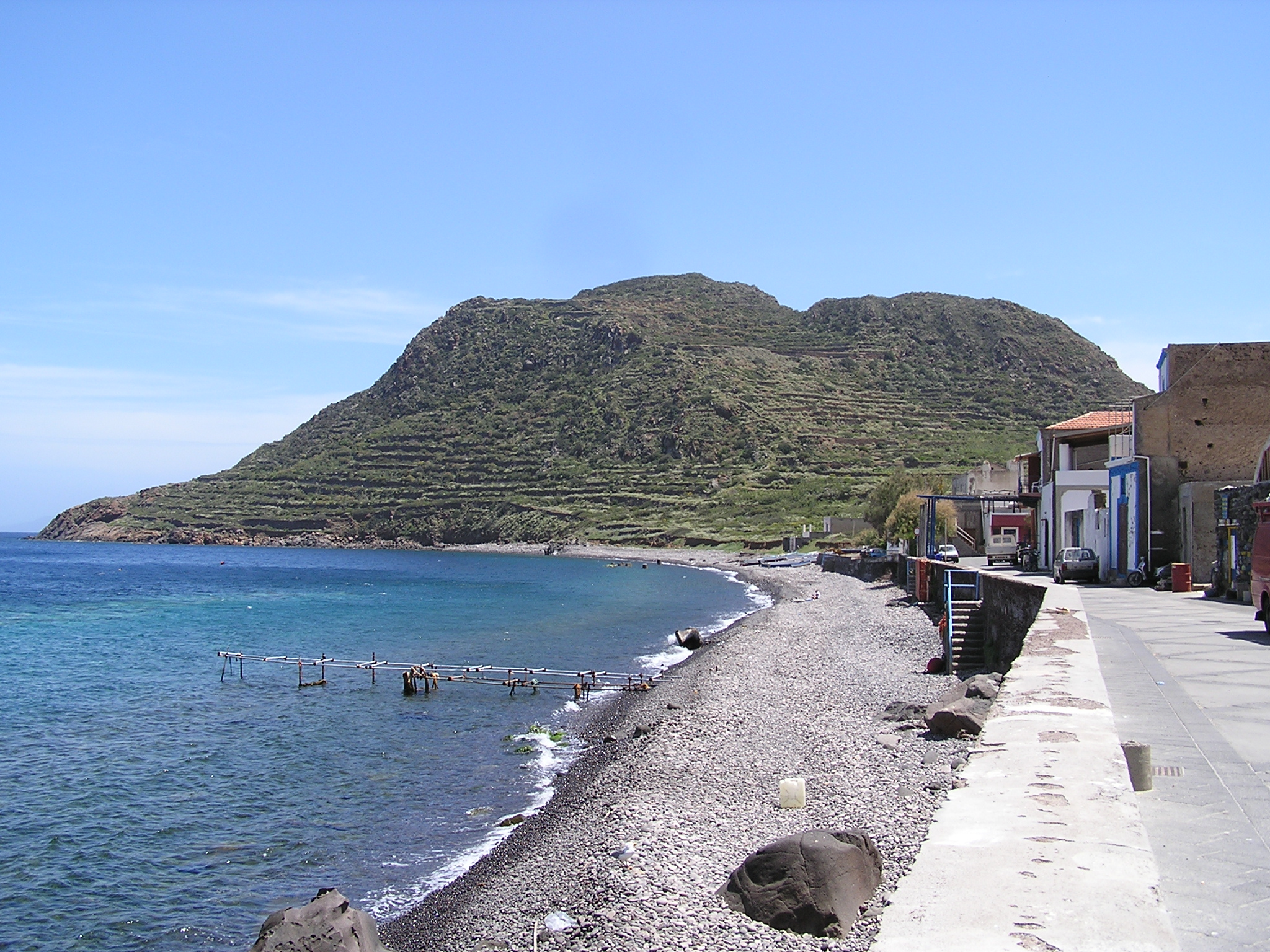
Filicudi Porto

Filicudi là một trong 8 đảo làm thành Quần đảo Eolie, trong biển Tyrrhenus, cách đảo Sicilia khoảng 40 km về phía đông bắc. Đây là một đảo gồm một số núi lửa đã ngưng hoạt động. Trên đảo hiện có khoảng 250 cư dân.
Về hành chính, đảo Filicudi trực thuộc comune (thị xã) Lipari.

## Địa lý
Đảo Filicudi có diện tích 9,5 km². Trên đảo có nhiều thôn nhỏ, trong đó có các thôn Pecorini Mare và Valdichiesa. Đất trên đảo này có thể trồng nho, olive, thóc lúa và rau xanh. Năm 1997, khoảng 3/4 đất (7 km²) trên đảo đã trở thành Khu bảo tồn thiên nhiên.
Điểm cao nhất là Monte Fossa Felci (774 m). Các núi khác là Monte Montagnola (349 m) và Monte Terrione (278 m).
Tại mũi đất Capo Graziano có di tích của một làng từ thời đại đồ đồng, thế kỷ thứ 8 trước Công nguyên. Bên ngoài bờ của đảo này, có một khối đá núi lửa giống như ngón tay tên là La Canna cao 74 m mọc trên biển.

## Lịch sử
Tên "Filicudi" hiện nay là một sự sửa chữa sai lạc của tên đảo bằng tiếng Hy Lạp cổ Phoenicusa. Đảo này - cũng giống như các đảo khác trong quần đảo Eolie - đã có người cư ngụ từ Thời đại đồ đá mới, khoảng 3.000 năm trước Công nguyên. Theo các di tích khảo cổ tìm được, thì tới thời đại đồ đồng đảo lại có một nhóm cư dân mới. Sau đó đảo bị bỏ hoang trong nhiều thế kỷ, trước khi người Hy Lạp tới định cư. Trên đảo cũng có các di tích của thời Đế quốc La Mã và Đế quốc Byzantine.
Năm 1971, Filicudi trở nên nổi tiếng ở Ý, khi chính phủ Ý quyết định đày 15 tên trùm mafia tới đảo. Dân cư trên đảo đã tấn công tàu chở các tên tội phạm này và tàu đã phải quay về Palermo. Hai ngày sau, chính phủ gửi 3 tàu chiến tới và cho 400 lính đổ bộ lên đảo cùng với 15 tên tội phạm mafia, nhưng cư dân đã từ chối không cung cấp thức ăn và nước uống cho binh lính và tù nhân. Cuối cùng, chính phủ Ý phải nhượng bồ, và gửi các tù nhân nói trên tới đảo Linosa, phía nam Sicilia.
Năm 1989 Filicudi là nơi chót của Ý mới được cung cấp điện để sử dụng, một số người cho rằng đây là hành động trả thù của chính phủ.
Cùng với các đảo khác trong Quần đảo Eolie, Filicudi đã được UNESCO công nhận là di sản thế giới từ năm 2000.